# 트리암테렌
트리암테렌(Triamterene)은 칼륨 보존성 이뇨제의 하나로 콩팥 상피에 존재하는 나트륨 이온 채널을 억제하여 칼륨 배출을 억제하는 이뇨 작용에 효과가 있다. 본태성 고혈압 혹은 신성 고혈압 등의 고혈압 치료와 부종치료에 사용된다.